# Галівська сільська рада
Галівська сільська рада — колишня адміністративно-територіальна одиниця та орган місцевого самоврядування в Новоград-Волинському районі та Новоград-Волинській міській раді Волинської округи, Київської і Житомирської областей УРСР з адміністративним центром у хуторі Гали.

## Населені пункти
Сільській раді на момент ліквідації були підпорядковані населені пункти:
- с. Ужачин
- х. Гали
- х. Сергіївка

## Населення
Кількість населення ради, станом на 1923 рік, становила 2 148 осіб, кількість дворів — 386.

## Історія та адміністративний устрій
Створена 1923 року в складі с. Ужачин та хуторів Гали, Сергіївка Романівецької волості Новоград-Волинського повіту Волинської губернії. 7 березня 1923 року увійшла до складу новоствореного Новоград-Волинського району Житомирської (згодом — Волинська) округи. 15 червня 1926 року до складу ради включено колонію Ужачинська Гута Немилянківської сільської ради Новоград-Волинського району через реорганізацію останньої в польську національну сільраду. Станом на 1 жовтня 1941 року не перебуває на обліку населених пунктів. 1 червня 1935 року, відповідно до постанови президії ЦВК УСРР «про порядок організації органів радянської влади в новоутворених округах», сільська рада увійшла до складу Новоград-Волинської міської ради Київської області.
Станом на 1 вересня 1946 року не перебуває в переліку сільських рад; с. Ужачин числиться як адміністративний центр Ужачинської сільської ради Новоград-Волинської міської ради Житомирської області.
Населені пункти ради, Гали та Сергіївка, на поч. 1930 років значились в планах на зселення через будівництво Новоград-Волинського укріпленого району.